# Gino Kenny

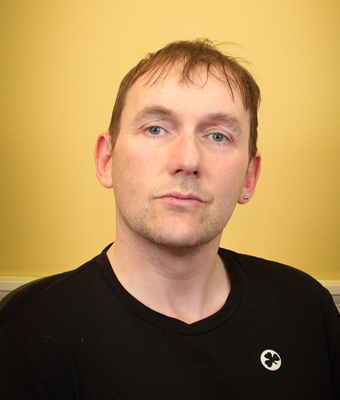
Gino Kenny (2022)

Gino Kenny (eigtl.: Eugene Kenny, * 25. Juni 1972 in Clondalkin, Dublin, Irland) ist ein irischer Politiker der sozialistischen Partei People Before Profit.

## Leben
Kenny zog mit seinen Eltern 1979 in den Dubliner Stadtteil Neilstown. Nach der Schule erwarb er einen Master in Public Health. 2009 wurde er in den Dublin City Council gewählt. 2014 konnte er den Sitz verteidigen. 
Seine Versuche, in den Dáil Éireann einzuziehen, blieben 2007 und 2011 erfolglos. 
Bei den Wahlen zum Dáil Éireann 2016 konnte er dann einen Sitz im Wahlkreis Dublin Mid-West für die People Before Profit/Solidarity erringen. Diesen Sitz konnte er 2020 verteidigen. Bei den Wahlen 2024 verlor er sein Mandat wieder.
Kenny berichtete selbst von seinem Drogenkonsum und brachte 2016 einen Gesetzentwurf zur Legalisierung von Cannabis zum therapeutischen Gebrauch ein. 2022 versuchte er einen Gesetzentwurf zur Legalisierung des persönlichen Gebrauchs von Cannabis durch das Unterhaus zu bringen.